# Blåfjell 2: Jakten på det magiska hornet
Blåfjell 2: Jakten på det magiska hornet (norska: Blåfjell 2: Jakten på det magiske horn) är en norsk julfilm från 2011 regisserad av Arne Lindtner Næss efter ett manus av Thomas Moldestad.
Filmen är den första norskproducerade 3D-filmen och uppföljare till Jul i Blåfjäll från 2009.

## Handling
En sträng och kall vinter förändras livsförutsättningarna för röd- och blåtomtarna. Drottning Fjellrose vill gärna hjälpa till och trotsar en av de strängaste blåtomtereglerna – hon ger sig ut för att leta efter blåhornet, ett magiskt instrument som kan påverka vädret och rädda tomtarna.

## Rollista
- Simon Andersen – Pilten
- Simen Bakken – Erke
- Anna Celine Bredal – Edel
- Per Christian Ellefsen – Rimspå
- Nikoline Ursin Erichsen – Tufsa
- Torkil Johannes Swensen Høeg – Erke (röst)
- Sidney Louise Lange – Adel
- Jeppe Beck Laursen – Ullkallen
- Johan Tinus Austad Lindgren – pojke
- Lillian Lydersen – Blåværskona
- Hilde Lyrån – tomtemor
- Elsa Lystad – gammelmor
- Toralv Maurstad – Mosetussen
- Lena Meieran – Ullmøya
- Stig-Werner Moe – Mons
- Geir Morstad – Kullbaronen
- Andreas Nodland – ullpojken
- Marie Risan – kocken
- Finn Schau – berättaren
- Ane Viola Semb – Fjellrose
- Robert Skjærstad – Nissefyken
- Sindre Slorafoss
- Inger Teien – kvarnflickan
- Iben Vagle – ullflicka
- Simen Velle – ullbror
- Knut Walle – tomtefar

## Produktion
Filmen spelades in på Blaafarveværket.[källa behövs]

## Mottagande
Den hade ett samlat besöksantal på norska biografer på 272 719.